# Prebold
Prebold este o localitate din comuna Prebold, Slovenia, cu o populație de 1.605 locuitori.